# 菲利普·克利科瓦奇
菲利普·克利科瓦奇（羅馬化：Filip Klikovać，1989年2月7日—），黑山男子水球运动员。他曾代表黑山国家队参加2016年夏季奥林匹克运动会水球比赛，结果队伍获得第四名。